# Havârna, Botoșani
Havârna este satul de reședință al comunei cu același nume din județul Botoșani, Moldova, România. Este traversat de DJ 293, care face legătura între Dorohoi și Darabani.

## Istoric

Havârna pe harta toponimică a Hudeștiului

Satul, până a fi la locul de astăzi, adică pe malul drept al Bașeului, a mai cunoscut două vetre de sat. Prima vatră de sat a fost Valea Țiganului, iar apoi aceasta a fost mutată puțin spre est, cu expunere la soare și cu deal domol, în spate cu pârâu, în față, cu „drum comercial” Darabani – Botoșani, cu popasul Podul Grecilor. Această vatră este cunoscută cu numele de Ciumaș, de la ciumă. Aceasta a bântuit la finele secolului XV. Așezarea a fost arsă, spune legenda, locuitorii mutându-se pe Valea Havârnei, dar nu unde se află acum, ci mai sus, la izvor, între două dealuri dulci. Tot legenda spune că o parte din locuitori au trecut Prutul și au format localitatea Havârna, dar pe harta Basarabiei nu se află o astfel de localitate. Din această vatră de sat, devenită apoi proprietatea Institutului Sofian, locuitorii s-au mutat odată cu stăpânii, boierii români Bobu și Babic și armeanul Goilav la actuala vatră, tot din cauza unei molime. La vatra veche au mai rămas totuși bisericuța din lemn și cimitirul ce poartă încă pietre funerare. Vechea vatră avea și două păduri, la sud și nord, cunoscute astăzi sub numele de rediuri, păduri mici, noi. Din acest motiv și biserica au construit-o tot din lemn. Piatră nu există în zonă. La actuala vatră, primii au fost aduși țiganii. De altfel, zona s-a numit cândva Poroșnic, după numele unui țigan. Locuitorii îi alintă și astăzi pe țigani ca provenind din Valea Boierimii, probabil pentru că ei se îmbrăcau cu pantaloni și surtuc (haină) și nu cu ițari, cămăși și opinci. În actuala vatră locuitorii nu aveau biserică. Țăranii au adus bisericuța de lemn din vechea vatră, ctitorită la 1795, de la Odaie sau Valea lui Ion, cum i se mai spune, prin translație, pe roți sau pe butuci, cale de 8 km. Astăzi comuna beneficiază de o biserică nouă în curtea căreia “se odihnește” vechea bisericuță din lemn. Hramul bisericii din comună este atunci când creștinii ortodocși sărbătoresc „Înălțarea la Cer a Mântuitorului Iisus Hristos”, cade mereu într-o zi de joi, a patruzecea zi după Sfintele Paști și este o sărbătoare cu dată schimbătoare.
Referitor la denumirea de Havârna ,aceasta a intrat in uz relativ recent.In documentele istorice de la sfrsitul sec XVIII ,este utilizata denumirea de Gavorna (Гаворна) in legatura cu intrarea ei ,ca si mosie,in proprietatea boierului Ianachi Cantacuzino.
Recensamantul lui Rumianțev mentioneaza in 1774 familiile de birnici  din Havorna printre care Stefan Carcia (vornic) ,Gușu,Moisa(pescar) .
Cel mai probabil numele provine din protoslavul ,,гаворнь" care in limbile ceha si slovaca ,in zilele noastre s-a transmis sub forma ,,havran" si inseamna ,,corb"
Exista si varianta ca denumirea sa fie de origine vikinga ,in limba suedeza cuvantul ,,Havorna" insemnand ,,vultur de mare " acesta fiind probabil numele purtat de vreo capetenie varega (nu este imposibil avand in vedere ca anii trecuti,in prundisul raului Siret ,a fost gasit un coif de provenienta vikinga.Foarte probabil ,vikingii foliseau apa Baseului pentru a ajunge la Prut si de acolo la Dunare si Marea Neagra.)
O seama de toponime din zona sant de origine turco-cumana ,inclusiv dnumirea paraului Bașeu (pronunțat Bașâu,gasit in documente ca si Bașev) ,Tataraseni,Podul Turcului,Eșanca etc sa indice prezenta prin aceste locuri a unei populatii de origine alano- cumană care pâna la venirea volohilor din Maramures sa fi convetuit cu populatie de origine slava(rusini) care sa fi dat denumirile localitatilor din apropiere (Botosani - de la alano-cumanul Botaș,Eșanca - alana;Mileanca,Dorohoi,Crivita,Hudinț etc - de origine rusina).
Nu total lipsita de sens este ca denumirea sa vina de fapt din proto-bulgara (limba turcica a bulgarilor de pe Volga) deoarece in limba ciuvașă(cea msi apropiata de protobulgara) ,,havarna sürtü " inseamna casă(loc) parasit ,abandonat.Daca ipoteza este corecta ,de pe locul numit ,,Ciumaș" (Ciuvaș??) locuitorii nu s-au mutat ci practic au revenit pe locul unde a fost satul initial.
Legenda potrivit careia o parte dintre locuitori s-au mutat peste Prut ,este perfect sustenabila chiar daca in momentul de fata nu exista in rep.Moldova un sat cu acelasi nume.
In documentele moldovenesti dintre anii 1450 si 1550 ,apare satul apare mentionat la 8 octombrie 1520 ,atunci cand Stefan Voda cel Tanar il daruieste Episcopiei Radautilor ,dupa ce l-a cumparat cu 600 de zloti tatarasti de la clucerul Cașotă ,nepotul lui Oțel din neamul bouerilor Stravici ,cu denumirea de Havarona.
(1520> Octombrie 8. 1661 (7169). f Din mila lui dumnezeu, noi Stefan voevod i domn al tali Moldovei. Pacem cunoscut cu aceastä carte a noastrà tuturor celor ce o vor vedea sau o vor auzi citindu-se, cg a venit inaintea noasträ i inaintea boierilor nostri moldoveni credincioasa noastrà slugä, pan Casotä clucer, nepotul lui Ofel, de bunà voia luí, nesilit de nimeni, nici asuprit si a vändut ocina lui dreaptä, din uricul lui drept, din privilegiul de märturie, ce a avut el dela domnia mea. Privilegiile ce a avut bunicul lui, Otel, dela strAbunkul nostru Alexandru voevod si dela sträunchii nostri, dela Iliias si dela Stefan voevozi, pe acest sat, pe Havarona, in tinutul Dorohoi, le-au ars Lesii, in casa lui Timpea si a lui Sendrich". din Silisäu. Si a vändut acest sat, Havarona, chiar domniei mele, pentru sase sute de zloti tätäresti. Si domnia mea a plait toti acesti mai sus scrisi bani, 600 zloti takesti, in mäinile slugii noastre credincioase pan Casotä clucer, nepotul lui Otel, inaintea boierilor nostri. plätind domnia mea tot deplin, 600 zloti tatäresti, lar domnia mea, intru aceasta am binevoit cu a noasträ bung vointä. si curatä si luminatà inima i cu toatà buna voia noastrà si am fäcut, pentru pomenirea çi mantuirea maicii domniei mele Stana i am dat acest mai sus scris sat, anume Havarona, sfintei episcopii 174 www.dacoromanica.ro dela Rádáuti, uncle este hramul celui intru sfinti pärintele nostru arhierarh Zed-tor de minuni, Neculai i unde este ruatorul nostru chir Pahomie episcop , ca sä.' fie acestei sfinte episcopii dela Rádáuti, dela noi uric, cu tot venitul, neclintit nemiscat niciodatá, in vecii vecilor. lar privilegiul de márturie ce a avut pan Casotä clucer dela domnia mea pe acest sat, pe Havorona, ilia.' 1-am dat in mainile rugätorului nostru chir Pahomie episcop dela Rádáuti, inaintea boierilor nostri. Si inch' am fácut domnia mea, pentru pomenirea i mántuirea maicii domniei mele Stana si am dat dela noi aceleiasi sfinte episcopii dela Rä.'cláuti o prisacà in hotarul tárgului Cernäuti, unde au fost stupii lui Grumaz fost staroste. Si aceasta sá fie uric dela noi sfintei episcopii dela Rädämti, nemiscat niciodatä , in veci. Si intru aceasta, au venit inaintea noastrá i inaintea boierilor nostri moldoveni sluga noastrá Pätru Vartic, de bunà voia lui, nesilit de nimeni, nici asuprit si a vándut ocina sa dreaptá i cumpárátura sa, din uricul säu drept, din privilegiul de cump6r6turà ce a avut el dela párintele domniei mele Bogdan voevod, o prisacà cu'grádinà in hotarul Vorovestilor, aproape de Párául Vántânilor. Aceasta a ván- dut-o rugätorului nostru chir Pahomie episcop de Rädämti, pentru doug sute de zloti tátáresti. rugatorul nostru chir Pahomie episcop de Rádämti a plátit toti acesti mai sus scrisi bani, 200 de zloti tátäresti, in máinile slugii noastre Pätru Vartic, inaintea noastrá i inaintea boierilor nostri. De aceia noi, vázánd a lor tocmeará de bunä voie si plata deplin5., de asemeni si dela noi am dat si am intárit rugátorului nostru chir Pahomie episcop de Rälcauti aceastà prisacä inainte zis5 i cu grádina ce este in hotarul Vorovestilor, aproape de Pârául Fântánilor, ca sà-i fie dela noi uric, cu tot venitul i dupä moartea lui, sà-i fie de pomenire i amintire lui, sfintei episcopii dela Rádhuti, unde este hramul celui intru sfinti pä.rintele nostru arhierarh i fácátor de minuni, Neculai neclintit niciodatk in vecii vecilor. lar hotarul acestui sat scris mai sus, aflame Havorona, care este in tinutul Do-. rohoi, sá fie dui:4 hotarul vechi, din toate partile pe unde din veac au folosit. Si hotarul prisácii, unde au fost stupii lui Grumaz fost staroste, ce este in hotarul targului Cernáuti, sá fie incepAnd dela doi ulmi imbinati páná la capátul drumului, la un paltin, apoi dela paltin la un teiu imbinat, dela teiu in sus, apoi pe drum. §i pás.n5. la Prut. Acesta este tot hotarul acestei prisäci. lar hotarul prisàcii i cu grádina ce este in hotarul Vorovestilor, aproape de Páraul Fántânilor, sà fie incepá'nd dinteun frasin, ce este in sus de prisaa, de acolo drept la capätul iazului, la un stejar, de acolo pe amandouà pártile pârAului iazului, pAnäl la zä'gaz, apoi in jos pe acelasi pálrän, páná la gardul tarinei, de acolo iraprejurul prisäcii, pfin6 la frasinul mai sus scris. Acesta este tot b.otatul.  lar la aceasta este credinta domniei noastre, a mai sus scrisului, noi Stefan voevod si credinta preaiubitului frate al domnei me/e Petra qi credinta boierilor nostri. Aih. St. Buc., ms. 629, f. 348-349. Copie slava. Data gresit& Datat dupä moartea doamuei Stana, si dupà doc. anterior.)
Neamul boierilor Stravici este unul dintre cele mai vechi neamuri boieresti ,facand parte din boierimea autohtona de dinainte de descalecat,membrii acestei familii regasindu-se in consiliile domnesti inca de pe vremea lui Alexandru cel Bun(Ivan Stravici,Liuban Stravici,Giurgiu Stravici ,Bratul Stravici ,etc)
Cam in aceeasi perioada apare mentionat un vad la Nistru denumit Havaronea despre a carui localizare avem si ceva indicii (langa Chițcani ,actualmente RSSMoldoveneasca).Mergand pe firul informatiilor ,descoperim faptul ca satul Chițcani este documentată pentru prima dată la 31 august anul 1429, iar Copanca este atestată la 18 februarie 1456, cu denumirea Corabca.Moșiile Copanca și Chițcani au fost dăruite Lavrei Neamț de către domnitorul Moldovei Alexandru cel Bun în anul 1429 în timpul episcopului Siluan.
În gramota de daruire citim: 
”Милостию Божиею мы, Александр Воевода, господарь земли молдавской…, и дали есмы монастырю от Нямца, Вознесении Христову, озеро на-днистре на имя Нагорное, и пасику – на Загорном: урик с всем доходом, що будет от них… А кто бы хотел узять от таковый да будет проклят от Господа Бога, и от Пречистыя Его Матери и от всех святых. Аминь. Писано в лето 6937 (1429) августа 31 дня”. Feciorul lui Alexandru Cel Bun, Ioan Voievod a înoit mănăstirea Neamț și a întărit după ea „блато на-днистре, именуемое Загорное озеро со своими грели и пасеку от Загорнои…"
In traducere, pe scurt, in 1429, Alexandru cel Bun daruieste Manastirii Neamtului mosia ,,Nagorna" si iazul de peste Gorna (загорна). Evident avem o redactare gresita a denumirii deoarece nu avem nici un fel de munte (gora) in imprejurimile Chițcanilor si nu se poate deci interpreta ,,mosia de la munte" si ,,iazul de peste munte".Este vorba de aceeasi Havorna (Hvorna- Horna ) sau Gavorna(Gvorna - Gorna) adica ,cu mare probabilitate, localitatea infiintata de locuitorii plecati din Havarna de pe Bașeu.
In anul 1936, inca se mai pomenea toponimul Havorona in zona vechiului vad la Nistru de langa Chițcani
Daca ipoteza se sustine inseamna ca satul Havarna este mult mai vechi decat se crede si ca a fost infiintat cu mult timp inainte de constituirea Moldovei
PROPRIETARII MOSIEI HAVÂRNA
Mosia Havaroane a fost cumparata de catre Stefan Voda cel Tanar de la clucerul Casota,nepotul lui Oțel din neamul boierilor pamanteni Stravici (Stroici) in schimbul a 600 de zloti tatarasti la 8 Decembrie 1520 si facuta danie Episcopiei Radautilor.
Dupa ocuparea Bucovinei de catre austrieci ,mosiile manastirilor bucovinene au fost comasate in nou creatul Fond Religionar.Deoarece proprietatile din Moldova ale acestui Fond,erau mai greu de administrat s-a aprobat de catre mitropolitul Dosoftei schimbul lor cu mosii pe care moldovenii le detineau in Bucovina.
In 1788 (iunie 23), mosiile Havorna si Noua Sulita intra in proprietatea boierului Ienache Cantacuzino care cedeaza in schimbul lor alte patru mosii pe care le avea in Bucovina (Corlata, Tesauti, Tolova si Ipotesti).
In 1847 mosiile Havarna si Noua Sulita se aflau in proprietatea vistiernicului Alecu Sturza urmand ca din 1849 ele sa se afle pe foaia de zestre a fiicei acestuia ,Elena Olga Sturza devenita Obolenschi prin casatoria cu printul rus Mihail Obolenschi. Ei vor vinde ambele mosii la 29 noiembrie 1861 fratilor Goilav ,armeni de origine. In anii 1866 si 1887 ,au loc doua impartiri ale mosiei Havarna intre membrii familiei Goilav,parti ale acesteia ajungand,ca urmare a casatoriei fetelor Sofia devenita Prunkul sì Maria devenita Tatos,in proprietatea altor familii de asemeni cu origini armenesti (Prunkul si Tatos). Mostenitorii acestora din urma, vor vinde, in 1891, partile lor din mosia Havarna boierului si filantropului botosanean, Nicolae Sofian.
Nicolae Sofian va administra aceasta mosie prin intermediul arendasului evreu Marcu.
Fischer iar proprietatile sale din Havarna vor deveni parte a Fondului Sofian inca din timpul vietii sale.
Coproprietarii mosiei Havarna ,vor fi expropriati in cursul anului 1920 de suprafetele pe care le aveau in proprietate (dr Dionisie Goilav - 93 ha faneata,605 ha pamant arabil calitatea I si 95ha de pamant arabil cal.II pentru care a primit de la statul roman 2700/2500 respectiv 2100 lei /ha. Anton Goilav a fost expropriat de 256 ha pamant arabil cal I si 24 ha pamant arabil cal II pentru care a primit 2500 respectiv 2100 lei/ha)
Fondul ,,Nicolae Sofian" va fi expropriat in anul 1923 de aproximativ 1300ha ,partea sa din mosia Havarna. Terenurile respective au fost folosite pentru improprietarirea locuitorilor satului si comunei Havarna care le vor detine pana dupa cel de al doilea razboi mondial cand,la randul lor, vor fi expropriati de catre regimul comunist.